# Друзья (1-й сезон)
Первый сезон американского телесериала «Друзья», премьера которого состоялась на канале NBC 22 сентября 1994 года, а заключительная серия вышла 18 мая 1995 года, состоит из 24-х эпизодов. На DVD сезон вышел 30 апреля 2002 года.

## Сюжет
В первом эпизоде Джоуи Триббиани, Моника и Росс Геллеры, Фиби Буффе и Чендлер Бинг встречаются в Центральной кофейне вскоре после того, как Росс развёлся со своей женой Кэррол, оказавшейся лесбиянкой и живущей вместе со своей новой подругой Сьюзан. Теперь Росс живёт один, Моника снимает квартиру, Чендлер и Джоуи живут напротив квартиры Моники, а Фиби живёт со своей бабушкой. В кофейню вбегает школьная подруга Моники Рэйчел Грин, которая сбежала со своей свадьбы. Она решает начать самостоятельную жизнь, селится в квартире Моники и устраивается официанткой в кофейню. Выясняется, что бывшая жена Росса, Кэррол, ждёт ребёнка. Росс пытается свыкнуться с этой мыслью. К концу сезона мальчик, названный Беном, появляется на свет. Росс вспоминает, что был влюблён в Рэйчел, когда учился в колледже. Его чувства всё ещё не остыли, однако он не может признаться в них Рэйчел.
Рэйчел не может разобраться в отношениях с Барри. Позже встречает итальянца Пауло. Фиби завязывает отношение с ученым Дэвидом, однако тому приходится улететь в Минск. Росс приобретает экзотическую обезьянку — Марселя. Джоуи получает собственного агента, ему даже удалось попасть на съемки в качестве дублера Аль Пачино. В течение сезона у него завязываются неудачные отношения с близняшкой Фиби — Урсулой. Чендлер неоднократно сходится и расходится с Дженис. Также он узнает, что многие считают его геем. В одной из серий нас знакомят с его раскованной матерью.
Когда Росс уезжает в Китай, Чендлер случайно проговаривается о чувствах Росса, и Рэйчел, понимая, что тоже имеет чувства к нему, отправляется в аэропорт. Однако Росс сходит с самолёта с другой девушкой.

## В ролях
- Дженнифер Энистон — Рэйчел Грин
- Кортни Кокс — Моника Геллер
- Лиза Кудроу — Фиби Буффе
- Мэтт Леблан — Джоуи Триббиани
- Мэттью Перри — Чендлер Бинг
- Дэвид Швиммер — Росс Геллер

## Эпизоды
| № общий | № в сезоне | Название                                                                                           | Режиссёр       | Автор сценария                                                                      | Дата премьеры    | Зрители в США (млн) |
| --- | ---------- | -------------------------------------------------------------------------------------------------- | -------------- | ----------------------------------------------------------------------------------- | ---------------- | ------------------- |
| 1 | 1          | «The One Where Monica Gets a Roommate» «Эпизод, где Моника берёт новую соседку»                    | Джеймс Берроуз | Дэвид Крейн и Марта Кауффман                                                        | 22 сентября 1994 | 21.5                |
| Фиби, Моника, Джоуи и Чендлер и сидят в Центральной кофейне, Чендлер рассказывает сон, где он приходит в школу обнажённый. Приходит Росс, расстроенный из-за своего развода с женой, которая оказалась лесбиянкой. Затем в кофейню вбегает Рэйчел в свадебном платье, школьная подруга Моники, сбежавшая с собственной свадьбы. Она принимает решение жить у Моники и начать новую жизнь. Рэйчел устраивается на работу в Центральную кофейню. У Моники свидание с «красавчиком-Полом» («wine guy Poul»). Он говорит, что после развода с женой больше не мог быть близок с женщинами. Тем же вечером он остается у Моники. Через некоторое время, выясняется, что он говорил так не только Монике… Парни помогают Россу паковать вещи и рассуждают о женщинах. Фиби играет на гитаре в подземном переходе.                                                                          |            | |                |                                                                                     |                  |                     |
| 2 | 2          | «The One with the Sonogram at the End» «Эпизод с сонограммой в конце»                              | Джеймс Берроуз | Дэвид Крейн и Марта Кауффман                                                        | 29 сентября 1994 | 20.2                |
| Бывшая жена Росса, Кэрол, сообщает ему, что ждёт ребёнка и хочет, чтобы тот принял участие в его воспитании. Появляются родители Моники и Росса. Мать постоянно критикует Монику и восхваляет Росса. Рэйчел хочет вернуть своему жениху Барри обручальное кольцо и узнаёт, что тот встречается с её лучшей подругой Минди. |            | |                |                                                                                     |                  |                     |
| 3 | 3          | «The One with the Thumb» «Эпизод с большим пальцем»                                                | Джеймс Берроуз | Джеффри Астроф и Майк Сиковиц                                                       | 6 октября 1994   | 19.5                |
| Фиби неожиданно получает много денег и не знает, что с ними делать. Сначала она обнаружила лишнее 500$ на своем счету в банке. После чего, банк в благодарность выплачивает ей 500$ и телефон в виде футбольного мяча. Она отдает деньги знакомой бродяге на улице, а та в благодарность покупает ей содовую. Фиби открывает банку и обнаруживает там плавающий большой палец. Компания по производству газировки выплачивает ей компенсацию в 14 000$. У Моники новый парень — Алан, который, похоже, нравится её друзьям больше, чем ей самой. Чендлер снова начинает курить. |            | |                |                                                                                     |                  |                     |
| 4 | 4          | «The One with George Stephanopoulos» «Эпизод с Джорджем Стефанопулосом»                            | Джеймс Берроуз | Алекса Джандж                                                                       | 13 октября 1994  | 19.7                |
| Рэйчел получает свой первый расчетный листок по зарплате и очень расстраивается, увидев сумму, так как почти все ушло на налоги. Девушки устраивают дома девичник и обсуждают мужчин, в том числе и своих друзей (Росса, Чендлера и Джоуи). Росс снова вспоминает о Кэрол, Джоуи и Чендлер берут его на хоккей, чтобы отвлечь. В разгар матча в лицо Росса влетает шайба. Ребята едут в больницу. |            | |                |                                                                                     |                  |                     |
| 5 | 5          | «The One with the East German Laundry Detergent» «Эпизод с восточногерманским стиральным порошком» | Памела Фриман  | Джефф Гринштейн и Джефф Страусс                                                     | 20 октября 1994  | 18.6                |
| Моника и Джоуи вместе идут на свидание с бывшей девушкой Джоуи — Анджелой и её парнем — Бобом. Джоуи хочет вернуть Анджелу, поэтому просит Монику приударить за Бобом, причем сообщает ей, что Боб и Анджела брат и сестра. Росс сопровождает Рэйчел в прачечную. Рэйчел никогда не делала этого, в прачечной у неё случается конфликт с женщиной, в итоге, она побеждает и от радости целует Роса. Чендлер решается разорвать отношения с Дженис, но у него это плохо получается. На помощь приходит Фиби. |            | |                |                                                                                     |                  |                     |
| 6 | 6          | «The One with the Butt» «Эпизод с задницей»                                                        | Арлин Сэнфорд  | Адам Чейз и Айра Унгерлидер                                                         | 27 октября 1994  | 18.2                |
| Джо, благодаря своему новому агенту Эстель («Estelle Leonard Talent Agency»), получает роль дублёра Аль Пачино в новом фильме, но оказывается дублировать приходится «мягкое место» звезды. В итоге Джоуи сильно волнуется и «переигрывает», его выгоняют. Чендлер узнаёт, что его новая подруга, итальянка Аврора — замужем, и имеет ещё несколько любовников. Рэйчел впервые делает дома генеральную уборку и переставляет мебель, но Моника недовольна переменами. Друзья подшучивают над тем, что Моника чересчур чистоплотна и педантична. |            | |                |                                                                                     |                  |                     |
| 7 | 7          | «The One with the Blackout» «Эпизод, в котором выключается свет»                                   | Джеймс Берроуз | Джеффри Астроф и Майк Сиковиц                                                       | 3 ноября 1994    | 23.5                |
| Во всём Нью-Йорке отключается свет. Чендлер оказывается заперт в вестибюле банкомата с известной моделью Victoria’s Secret и хочет её впечатлить. Росс хочет пригласить Рэйчел на свидание, но на него нападает кот. Фиби и Рэйчел ищут хозяина кота. Рэйчел знакомится с итальянцем Пауло, который почти не знает английского. (Данный эпизод привязан к 6 серии 3 сезона («Pandora’s Box») сериала «Без ума от тебя», в которой главный герой — Джейми пытался украсть кабельное канал для своей спальни, но вызвал отключение света во всем Нью-Йорке). |            | |                |                                                                                     |                  |                     |
| 8 | 8          | «The One Where Nana Dies Twice» «Эпизод, где Нана умирает дважды»                                  | Джеймс Берроуз | Марта Кауффман и Дэвид Крейн                                                        | 10 ноября 1994   | 21.1                |
| Умирает бабушка Росса и Моники (Алфея, имя становится известным в 12 серии 4 сезона). В госпитале она на мгновенье возвращается к жизни, затем снова умирает. На похоронах Росс сваливается в свежевыкопанную могилу. Чендлер узнаёт, что многие его знакомые считают, что он — гей, и пытается выяснить, почему. Джуди, мать Моники, рассказывает о том, как бабушка постоянно «цеплялась» к ней (что сейчас делает сама Джуди). |            | |                |                                                                                     |                  |                     |
| 9 | 9          | «The One Where Underdog Gets Away» «Эпизод, где улетает Суперпёс»                                  | Джеймс Берроуз | Джефф Гринштейн и Джефф Страусс                                                     | 17 ноября 1994   | 23.1                |
| Выпуск посвящён Дню благодарения. Джоуи снимается в рекламе для больницы, но не знает, в каком амплуа. После публикации рекламы весь город думает, что у него венерическое заболевание. Родители Джоуи не хотят видеть его после такой рекламы. Рэйчел пытается заработать денег, чтобы съездить в горы вместе с семьёй. Росс узнаёт, что Сьюзан общается с ещё не родившимся ребёнком. Он считает это глупым, но тем не менее тоже говорит с ним. Выясняется, что Чендлер ненавидит День благодарения и не собирается его праздновать. Во время подготовки к праздничному ужину (который впервые готовит Моника) все бегут на крышу, чтобы посмотреть на воздушный шар — «Суперпёс», а дверь квартиры Моники, где продолжает готовиться ужин, захлопывается. Рэйчел опаздывает на самолет и все друзья проводят День благодарения вместе, радуясь, что у каждого случилась неудача. |            | |                |                                                                                     |                  |                     |
| 10 | 10         | «The One with the Monkey» «Эпизод с обезьяной»                                                     | Питер Бонерц   | Адам Чейз и Айра Унгерлидер                                                         | 15 декабря 1994  | 19.9                |
| Выпуск посвящён Новому году. Все дают обещание не приводить на новогоднюю вечеринку партнёров. Росс заводит экзотическую обезьянку Марселя. Фиби встречает учёного Дэвида (Хэнк Азария), и у них начинается роман. Друзья посредственно встречают Новый год: Дэвиду нужно отправится в Минск 1 января для продолжения научной работы, у Росса не ладятся отношения с Марселем, друг Рэйчел, Пауло, опаздывает на самолет, а сама Рэйчел попадает в драку; у веселого друга Моники, Бобби (на которого была последняя надежда по спасению вечера), умирает дедушка, Чендлер пытается вновь бросить Дженис, а Сэнди, которую Джоуи пригласил как свою пару, пришла с двумя детьми, а в итоге вообще целовалась с другом Дэвида. Чендлера же в полночь целует Джоуи. |            | |                |                                                                                     |                  |                     |
| 11 | 11         | «The One With Mrs. Bing» «Эпизод с госпожой Бинг»                                                  | Джеймс Берроуз | Алекса Джандж                                                                       | 5 января 1995    | 26.6                |
| Мать Чендлера (Морган Фэйерчайлд), писательница эротических книг Нора Бинг навещает друзей и целуется с подвыпившим Россом, Чендлер злится на Росса, но в большей степени — на мать. Фиби и Моника ухаживают за парнем, лежащим в коме, которого сбила машина, когда тот оглянулся на свист Моники. Рэйчел, вдохновленная Норой, пытается написать собственный любовный роман. |            | |                |                                                                                     |                  |                     |
| 12 | 12         | «The One with the Dozen Lasagnas» «Эпизод с дюжиной лазаний»                                       | Пол Лазарус    | Джеффри Астроф, Майк Сиковиц, Адам Чейз и Айра Унгерлидер                           | 12 января 1995   | 24.0                |
| Моника пытается избавиться от двенадцати лазаний, которые она сделала для своей тёти, но оказалось, что та не ест мяса. Фиби рассказывает Рэйчел правду о Пауло (тот приставал к ней во время массажа). Чендлер и Джоуи покупают настольный футбол вместо обеденного стола для своей квартиры. Росс не хочет знать пол ребёнка, однако все вокруг уже знают. В конце серии Рэйчел проговаривается, что «его сын не будет такой свиньей, как Пауло». |            | |                |                                                                                     |                  |                     |
| 13 | 13         | «The One with the Boobies» «Эпизод с грудью»                                                       | Алан Маейрсон  | Алекса Джандж                                                                       | 19 января 1995   | 25.8                |
| К Джоуи приезжает его отец, и выясняется, что он изменяет матери. Чендлер случайно видит Рэйчел топлес, и та пытается ему отомстить: она хочет застать его голым в ванне, но там оказывается Джоуи. Затем Джоуи хочет отомстить Рэйчел, но там оказывается Моника. В итоге Моника идет за «должком» к Джоуи в ванную, а там... его отец. Фиби встречается с парнем-психотерапевтом — Роджером, которого ненавидят все её друзья. |            | |                |                                                                                     |                  |                     |
| 14 | 14         | «The One with the Candy Hearts» «Эпизод с конфетками-сердцами»                                     | Джеймс Берроуз | Билл Лоуренс                                                                        | 9 февраля 1995   | 23.8                |
| Выпуск посвящён Дню Святого Валентина. Джоуи зовет Чендлера на двойное свидание, на котором оказывается, что второй девушкой является Дженис. В итоге, Чендлер просыпается в постели с Дженис, а в вечер дня всех влюбленных он пытается с ней порвать. Росс впервые за 9 лет идет на свидание, но в тот же ресторан приходят Сьюзан и Кэрол. Росс и Кэрол остаются одни и Росс предлагает ей начать все заново. Девушки устраивают ритуал очищения от парней-неудачников, который приводит к пожару и знакомству с симпатичными пожарными. |            | |                |                                                                                     |                  |                     |
| 15 | 15         | «The One with the Stoned Guy» «Эпизод с обкуренным парнем»                                         | Алан Маейрсон  | Джефф Гринштейн и Джефф Страусс                                                     | 16 февраля 1995  | 24.8                |
| Чендлер пытается принять решение по поводу повышения: после 5 лет работы ему предлагают должность руководителя по обработке данных. Моника пытается произвести впечатление на владельца ресторана Стива (Джон Ловитц), который приходит к ней обкуренным. Рэйчел и Фиби пытаются помочь Монике. Джоуи пытается научить Росса говорить непристойности девушке, с которой тот ходит на свидание. |            | |                |                                                                                     |                  |                     |
| 16 | 16         | «The One with Two Parts, Part One» «Эпизод с двумя частями, часть 1»                               | Майкл Лембек   | Марта Кауффман и Дэвид Крейн                                                        | 23 февраля 1995  | 26.1                |
| Чендлер и Джоуи встречают Урсулу, сестру-близнеца Фиби. Джоуи начинает с ней встречаться. Фиби это не нравится, дело доходит до ссоры, а ведь у Буффе скоро день рождения. Росс вместе с Кэрол и Сьюзан посещает курсы будущих родителей. Чендлер пытается уволить свою подчинённую, но вместо это заводит с ней роман. Марсель включает на телевизоре испанскую озвучку. |            | |                |                                                                                     |                  |                     |
| 17 | 17         | «The One with Two Parts, Part Two» «Эпизод с двумя частями, часть 2»                               | Майкл Лембек   | Марта Кауффман и Дэвид Крейн                                                        | 23 февраля 1995  | 30.5                |
| Рэйчел снимает рождественские украшения и повреждает лодыжку; она подговаривает Монику использовать её медицинскую страховку, чтобы оплатить лечение. Они назначают свидания докторам из больницы (Джордж Клуни и Ноа Уайли), но сложность в том, что им приходится выдавать себя друг за друга. Урсула бросает Джоуи, но он этого не знает. Фиби приходится стать Урсулой, чтобы смягчить боль Джоуи. Росс везёт Марселя, проглотившего буквы из игры, в больницу и понимает, что готов стать отцом. |            | |                |                                                                                     |                  |                     |
| 18 | 18         | «The One with all the Poker» «Эпизод с покером»                                                    | Джеймс Берроуз | Джеффри Астроф и Майк Сиковиц                                                       | 2 марта 1995     | 30.4                |
| Парни не верят в то, что девушки могут хорошо играть в покер. Девушки учатся играть под руководством родственницы Моники, Айрис. Рэйчел не получает работу, и Росс позволяет ей обыграть себя. |            | |                |                                                                                     |                  |                     |
| 19 | 19         | «The One Where the Monkey Gets Away» «Эпизод, где обезьяна сбегает»                                | Питер Бонерц   | Джеффри Астроф и Майк Сиковиц                                                       | 9 марта 1995     | 29.4                |
| Марсель, оставленный на попечение Рэйчел, убегает из дома. Друзья пытаются найти его, ничего не говоря Россу. Ситуация осложняется, когда Рэйчел не знала, что Марсель — нелегальное животное, и вызвала инспектора по экзотическим животным, которая оказывается бывшей одноклассницей Моники и Рэйчел. После того, как Марсель находится, Рэйчел и Росс остаются наедине, но в этот момент вбегает бывший жених Рэйчел и говорит, что до сих пор любит её. |            | |                |                                                                                     |                  |                     |
| 20 | 20         | «The One with the Evil Orthodontist» «Эпизод со злым ортодонтом»                                   | Питер Бонерц   | Доти Абрамс                                                                         | 6 апреля 1994    | 30.0                |
| Минди и Рэйчел узнают, что Барри встречается с ними обеими, и решают выяснить с ним отношения. Однако Минди прощает его и возвращается к Барри. Друзья узнают, что кто-то наблюдает за ними в телескоп из дома напротив. |            | |                |                                                                                     |                  |                     |
| 21 | 21         | «The One with the Fake Monica» «Эпизод с фальшивой Моникой»                                        | Гэйл Манкусо   | Адам Чейз и Айра Унгерлидер                                                         | 27 апреля 1994   | 28.4                |
| Моника узнаёт, что её кредитной картой пользуется кто-то другой, и знакомится с женщиной, которая выдаёт себя за неё. После этого она тоже хочет изменить свою жизнь. У Марселя начинается половая зрелость и Россу приходится отдать его в зоопарк. Джоуи пытается придумать более звучный псевдоним. |            | |                |                                                                                     |                  |                     |
| 22 | 22         | «The One with the Ick Factor» «Эпизод с ик-фактором»                                               | Робби Бенсон   | Алекса Джандж                                                                       | 4 мая 1995       | 29.9                |
| Моника встречается с 17-летним школьником — Итаном. Рэйчел снятся эротические сны с Джоуи и Чендлером. Росс ревнует. Фиби устраивается секретарём Чендлера и рассказывает ему об отношении к нему других работников, и они не такие уж теплые. Россу приходит сообщение, что Кэрол рожает. |            | |                |                                                                                     |                  |                     |
| 23 | 23         | «The One with the Birth» «Эпизод с рождением»                                                      | Джеймс Берроуз | Сюжет : Дэвид Крейн и Марта Кауффман Телесценарий : Джефф Гринштейн и Джефф Страусс | 11 мая 1995      | 28.7                |
| Кэрол готовится родить. Росс, Сьюзан и Фиби оказываются запертыми в подсобке и выбираются оттуда как раз к моменту рождения мальчика, Бэна. Джоуи ухаживает за одинокой молодой матерью. Рэйчел знакомится с гинекологом Кэрол. Моника понимает, что очень хочет детей и расстроена, что не имеет даже парня, Чендлер пытается её утешить. |            | |                |                                                                                     |                  |                     |
| 24 | 24         | «The One Where Rachel Finds Out» «Эпизод, где Рэйчел понимает»                                     | Кевин С. Брайт | Крис Браун                                                                          | 18 мая 1995      | 31.3                |
| Росс уезжает на раскопки в Китай. Рэйчел празднует день рождения, а Чендлер случайно проговаривается о чувствах Росса к ней. По приезде Росса Рэйчел отправляется в аэропорт, но тот выходит из самолёта с девушкой. Джоуи участвует в медицинском эксперименте (при котором нельзя заниматься сексом), при этом он встречается с девушкой — Мэлани. |            | |                |                                                                                     |                  |                     |